# Supercoppa europea 2000 (pallavolo maschile)
La Supercoppa europea di pallavolo maschile 2000 si è svolta dal 15 al 16 novembre 2000 ad Arezzo, in Italia: al torneo hanno partecipato 4 squadre di club europee e la vittoria finale è andata per la prima volta al Paris Volley.

## Regolamento
Le squadre hanno disputato semifinali, finale per il terzo posto e finale.

## Torneo

### Tabellone
|  | Semifinali      | Semifinali      | Semifinali |         |       | Finale             | Finale             | Finale             |  |
|  |                 |                 |            |         |       |                    |                    |                    |  |
|  | Paris           | Paris           | 3          |         |       |                    |                    |                    |  |
|  | Paris           | Paris           | 3          |         |       |                    |                    |                    |  |
|  | Friedrichshafen | Friedrichshafen | 1          |         |       |                    |                    |                    |  |
|  | Friedrichshafen | Friedrichshafen | 1          |         | Paris | Paris              | 3                  |                    |  |
|  |                 |                 |            |         | Paris | Paris              | 3                  |                    |  |
|  |                 |                 | Treviso    | Treviso | 2     |                    |                    |                    |  |
|  | Treviso         | Treviso         | Treviso    | Treviso | 2     | 3                  |                    |                    |  |
|  | Treviso         | Treviso         |            |         |       | 3                  |                    |                    |  |
|  | Roma            | Roma            | 1          |         |       | Finale 3º/4º posto | Finale 3º/4º posto | Finale 3º/4º posto |  |
|  | Roma            | Roma            | 1          |         |       |                    |                    |                    |  |
|  |                 |                 |            |         |       |                    |                    |                    |  |
|  |                 |                 |            |         |       | Roma               | Roma               | 0                  |  |
|  |                 |                 |            |         |       | Roma               | Roma               | 0                  |  |
|  |                 |                 |            |         |       | Friedrichshafen    | Friedrichshafen    | 3                  |  |

### Risultati

#### Semifinali
| 15 novembre 2000 - ore 17:30 PalaCaselle, Arezzo | Paris   | 3 - 1 | Friedrichshafen | 23-25, 25-21, 25-18, 25-19 |
| 15 novembre 2000 - ore 20:30 PalaCaselle, Arezzo | Treviso | 3 - 1 | Roma            | 25-17, 20-25, 25-22, 25-17 |

#### Finale 3º posto
| 16 novembre 2000 - ore 18:00 PalaCaselle, Arezzo | Roma | 0 - 3 | Friedrichshafen | 17-25, 25-27, 23-25 |

#### Finale
| 16 novembre 2000 - ore 20:30 PalaCaselle, Arezzo | Paris | 3 - 2 | Treviso | 18-25, 25-23, 25-16, 18-25, 15-11 |